# Paul Umbreit
(Johannes) Paul Umbreit (* 30. Juni 1868 in Leipzig; † 21. März 1932 in Berlin) war ein deutscher Gewerkschaftsfunktionär und Redakteur. Er leitete das Zentralorgan der Freien Gewerkschaften, das Correspondenzblatt, und später die Gewerkschaftszeitung.

## Leben
Er war zunächst Drechslergehilfe und trat später in den kleinen elektrotechnischen Betrieb seines Bruders ein. Ein Betriebsunfall 1898 zwang ihn den Beruf aufzugeben. 
Bereits seit 1889 betätigte er sich politisch und hatte schon als junger Mann Artikel für die Gewerkschaftspresse geliefert. Nach seinem Unfall wandte er sich hauptberuflich dem Journalismus und dem Verfassen von Broschüren und anderer Schriften für die Freien Gewerkschaften zu. 
Auf Betreiben von Carl Legien übernahm Umbreit im Jahr 1900 die Leitung des Correspondenzblattes der Generalkommission der Gewerkschaften Deutschlands. Mit der Leitung dieses Zentralorgans der freien Gewerkschaften hat er eine der einflussreichsten Positionen innerhalb der Gewerkschaftsbewegung inne. Allerdings gehörte er nicht als stimmberechtigtes Mitglied der Generalkommission selbst an. 
Die Zeitschrift nahm unter Umbreits Leitung, der eng mit dem Schweden Wilhelm Jansson zusammenarbeitete, stetig an Umfang und Bedeutung zu. Er führte eine Reihe neuer Themenbereiche ein. Nach Beginn des Ersten Weltkrieges traten Hermann Müller und Richard Seidel an die Stelle von Jansson. Mitglied im Vorstand wurde er erst 1919 mit der Gründung des ADGB. 
Umbreit nahm über seine Redakteurstätigkeit hinaus aktiv am Gewerkschaftsleben teil und war mehrfach (1905, 1911 und 1919) Redner auf Gewerkschaftskongressen. In den gewerkschaftlichen Unterrichtskursen war er als Lehrer tätig. 
Gewerkschaftspolitisch stand er während des Ersten Weltkrieges auf Seiten der Befürworter von Burgfriedenspolitik und Kriegskrediten. Er plädierte für ein hartes Vorgehen gegen die kriegskritischen Kräfte in der SPD. Er betrachtete die Rolle der Gewerkschaften während des Krieges als staatserhaltende Organisation. Innerhalb der sozialistischen Arbeiterbewegung war er neben Robert Schmidt und Hugo Heinemann einer der Sprecher des rechten Flügels. Er war einer derjenigen in den Gewerkschaften, die auf einen deutschen Sieg hofften. Er meinte, dass der Staat aufgrund des Kriegsengagements der Arbeiterbewegung Zugeständnisse machen müsste.
Er hat neben den tagesaktuellen Veröffentlichen auch einige größere Schriften vorgelegt. Dazu gehören „25 Jahre deutsche Gewerkschaftsbewegung 1890-1915“ oder „Die deutschen Gewerkschaften im Kriege.“ Er lieferte auch zahlreiche Beiträge für das Internationale Handwörterbuch des Gewerkschaftswesens. 
Er war Mitglied des leitenden Ausschusses der Gesellschaft für soziale Reform und gehörte dem Vorstand der Internationalen Vereinigung für sozialen Fortschritt an. 
Zwischen 1914 und 1918 war er Beirat im Kriegsernährungsamt. Nach dem Krieg war er Mitglied der Sozialisierungskommission. Seit 1920 nahm er als Mitglied aktiven Anteil an der Arbeit des Vorläufigen Reichswirtschaftsrates. In diesem war er Vorsitzender des sozialpolitischen Ausschusses. Er war auch Mitglied im Arbeitsrechtsausschuss des Reichsarbeitsministeriums, im Beirat für Elektrizitätswirtschaft und im lohnstatistischen Beirat des Statistischen Reichsamtes. 
In seiner Freizeit beschäftigte sich Umbreit intensiv mit der Geologie und Mineralogie.